# 多爾吉氏軟杜父魚
多爾吉氏軟杜父魚，為輻鰭魚綱鮋形目杜父魚亞目隱棘杜父魚科的其中一種，為溫帶海水魚，分布於西北太平洋千島群島海域，棲息深度200公尺，體長可達36公分，棲息在底層水域，生活習性不明。